# Castel de Floirac
Le Castel de Floirac, appelé anciennement « château Ledoux », est un château situé sur la commune de Floirac, dans le département de la Gironde, en région Nouvelle-Aquitaine.
Acquis par la commune de Floirac à la fin des années 1950, son parc est devenu un espace public alors que la maison reste fermée. Depuis 2021, le château est inscrit au monuments historiques.

## Historique
Le château est construit en remplacement d'un ancien bâtiment vers 1852 pour Blondel de Joigny, maire de Floirac de 1822 à 1829. La propriété comportait un vignoble de palus, un vin rouge, qui produisait 15 tonneaux en 1874. Le propriétaire était M. Lavertujon, rédacteur en chef à La Petite Gironde. En 1887, la foudre s’abat sur la flèche du castel qui tombe en détruisant la cuisine.
En 1924, le domaine est vendu à la famille Ledoux qui entreprend d'agrandir le Castel avec une extension Art déco greffée sur ses parties orientales et septentrionales.
La vigne est arrachée au début du XXe siècle en raison du phylloxera et un parc est aménagé. Seuls les chais, rappellent le passé viticole de la propriété. Dans les années 1930, Mme Ledoux décide de faire démolir le pigeonnier du château afin de réaliser un salon d’apparat confié à l'architecte Raoul Jourde à qui ont doit le stade Chaban-Delmas.
De février à juin 1940, le Castel est loué par le galeriste Paul Rosenberg qui y reçoit Braque et Matisse. Le Castel est par la suite occupé par les Allemands qui y firent construire une passerelle sur la façade Est du château pour accéder à la DCA située en haut des « Ciments Français » . 
Après la mort des époux Ledoux en 1949, le domaine est abandonné avant d'être acheté par la commune en 1959 ; la municipalité y installe plusieurs services publics comme une cuisine centrale ou une bibliothèque. Les anciennes écuries sont démolies pour y construire les locaux de La Poste, inaugurés en 1967. 
Le domaine fait l’objet d’une inscription au titre des monuments historiques depuis le 9 août 2021. La municipalité engage un programme de réhabilitation.